# Fjodor Heiden
Fjodor Logginovitj Heiden (ryska: Фёдор Логинович Гейден), född 27 september 1821 i Sveaborg, död 31 augusti 1900 i Tsarskoje Selo, var greve, rysk general av infanteriet (1866) och Finlands generalguvernör 1881–1897.
Heiden var generalstabens chef innan han 1881 efterträdde Nikolaj Adlerberg som generalguvernör för Storfurstendömet Finland. Han stödde fennomanerna i den pågående språkstriden i Finland, och genom hans stöd insattes Yrjö Koskinen i senaten. Men han stödde även förryskningen när ryska nationalister började sin attack på Finlands autonomi på 1880-talet. Han spelade en framträdande roll i färdigställandet av postmanifestet 1890. Heiden avgick 1897.

## Utmärkelser
- Andreasorden med briljanter[5]
- Storkors av Dannebrogorden[5]
- Storkors av Frälsarens orden[5]
- Första graden av Lejon- och solorden[5]
- Storkorset av Röda örns orden[5]
- Storkors av Leopoldorden[5]
- Storkors av Sankt Olavs orden[5]
- Takovoorden[5]
- Första graden av Danilo I:s orden[5]
- Huset Bukharas orden[5]
- Vendiska kronans husorden[5]
- Medal "For Taming of Hungary"[5]
- Tugraorden[5]
- Sankt Annas orden, tredje klass med krans[5]
- Sankt Vladimirs orden, tredje klass med svärd[5]
- Sankt Vladimirs orden, fjärde klassen med svärd och band[5]
- Sankt Vladimirs orden, andra klassen med svärd[5]
- Sankt Vladimirs orden, första klassen med svärd[5]
- Sankt Stanislausorden, första klassen[5]
- Sankt Alexander Nevskij-orden med diamanter[5]
- Georgsorden, fjärde klass[5]
- Vita örnens orden[5]
- Sankt Annas orden, andra klass[5]
- Sankt Annas orden, första klas med kejsarkrona och svärd[5]
- Medalj till minne av Krimkriget[5]

[Redigera Wikidata]